# Boisdinghem
Boisdinghem è un comune francese di 228 abitanti situato nel dipartimento del Passo di Calais, nella regione dell'Alta Francia.

## Società

### Evoluzione demografica
Abitanti censiti